# إرنست برينكمان
إرنست برينكمان (بالألمانية: Ernst-Günter Brinkmann )‏ (و. 1943 – م) هو سياسي، من ألمانيا، هو عضوٌ في الحزب الديمقراطي الاجتماعي الألماني.

## مناصب
تولى منصب عضو مجلس الشورى الموحد من راينلاند بالاتينات.